# Limbach-Oberfrohna
Limbach-Oberfrohna is een gemeente en plaats in de Duitse deelstaat Saksen, en maakt deel uit van de Landkreis Zwickau.
Limbach-Oberfrohna telde op de peildatum van de meest recente statistiek 23.711 inwoners.

## Indeling van de gemeente
De gemeente bestaat uit de volgende zeven stadsdelen:
| Stadsdeel            | Aantal inw.1 | Oppervlakte in km² |
| -------------------- | ------------ | ------------------ |
| Limbach              | 11.828       | 7,01               |
| Oberfrohna           | 3.835        | 4,08               |
| Rußdorf              | 1.653        | 4,70               |
| Bräunsdorf           | 967          | 6,96               |
| Kändler              | 1.886        | 3,15               |
| Pleißa               | 2.351        | 7,22               |
| Wolkenburg-Kaufungen | 1.534        | 17,04              |
| TOTAAL:              | 24.054       | 50,16              |

1Peildatum: februari 2025

## Geografie en infrastructuur

### Buurgemeentes
- In het noordoosten: Niederfrohna, waarmee een bijzondere gemeentelijke samenwerking (Verwaltungsgemeinschaft) bestaat; in het kader daarvan heeft Limbach-Oberfrohna enige taken en verplichtingen van de kleine buurgemeente overgenomen.
- In het oosten en zuiden: Chemnitz
- In het noordwesten, in de deelstaat Thüringen: Nobitz
- In het noorden: Penig
- In het noordoosten: Hartmannsdorf
- In het westen: Waldenburg en Callenberg
- In het zuidwesten: Hohenstein-Ernstthal.

## Infrastructuur
Ten noorden van de gemeente loopt de Autobahn A 72, met afrit 19 ten zuiden van Hartmannsdorf.  Ten zuidoosten van de gemeente loopt de Autobahn A 4, met afrit 67 naar Limbach-Oberfrohna. Deze twee Autobahnen kruisen elkaar, niet ver ten oosten van de gemeente, op Kreuz Chemnitz.
Openbaar vervoer in, naar en vanuit Limbach-Oberfrohna is nagenoeg geheel beperkt tot bussen tussen de stadsdelen onderling, en naar Chemnitz v.v.; er zijn, anno 2022 nog niet concreet uitgewerkte, plannen, om in de jaren-2030 tussen Chemnitz en Limbach-Oberfrohna een tram- of metrolijn aan te leggen. 

## Geschiedenis en economie
Limbach en Oberfrohna lagen van 1949 tot 1990 in de DDR.  In die periode werd Kasteel Wolkenburg verbouwd tot een kleine woonwijk met appartementen.
De gemeente kende tot circa 1990 veel textielindustrie. Een fabrikant uit de gemeente, Heinrich Mauersberger, vond in 1949 een speciaal procedé voor het maken van textiel uit, dat in de DDR-periode onder de merknaam Malimo en andere met Mali- beginnende namen werd geproduceerd en verhandeld. Van deze stof zijn in de DDR, tot 1990, op grote schaal gordijnen, moltondoeken en handdoeken gemaakt. Van deze bedrijfstak is in Limbach-Oberfrohna slechts één kleinschalige onderneming blijven bestaan. 
In Kasteel Kaufungen is een gespecialiseerd bedrijf gevestigd, dat zich met de restauratie van historische gebouwen bezighoudt. Het is gespecialiseerd in de restauratie van daken, stucwerk en (vooral barokke en rococo) muur- en plafondschilderingen.
In de gemeente bevinden zich verder verscheidene bedrijventerreinen,  waar vooral logistieke bedrijven zijn gevestigd, alsmede ondernemingen  van lokaal en regionaal midden- en kleinbedrijf.
De nabijheid van de grote stad Chemnitz maakt, dat Limbach-Oberfrohna veel mensen huisvest, die in die stad een werkkring hebben (woonforensen).

## Bezienswaardigheden
- Kasteel Wolkenburg (gedeeltelijk in restauratie), met museum
- De omgeving van Kasteel Kaufungen
- De gemeente ligt in een aantrekkelijk, hier en daar bosrijk, golvend landschap, dat zich leent voor wandel- en fietstochten.

## Afbeeldingen

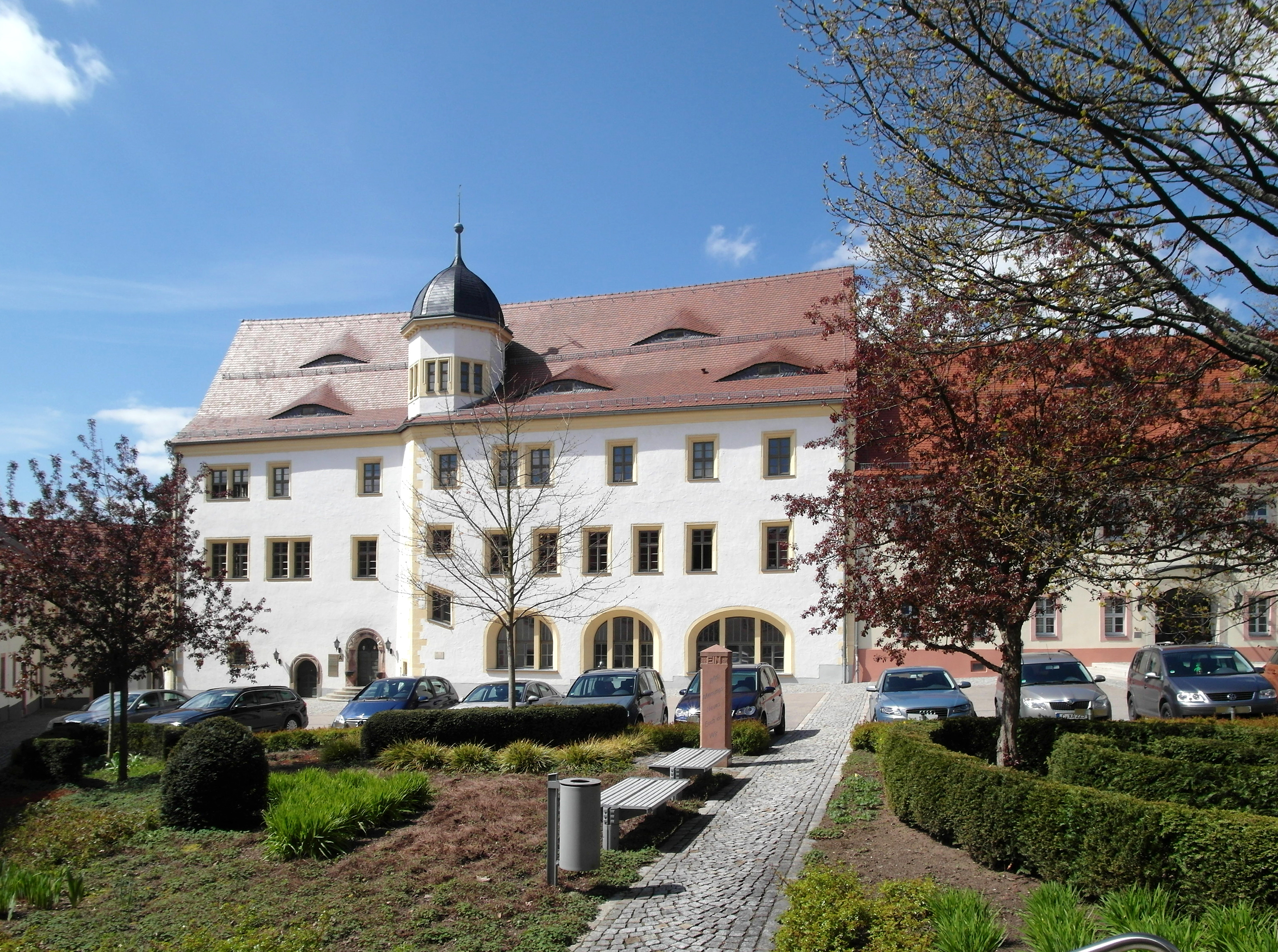
Herenhuis Rittergut Limbach, in gebruik als stadhuis
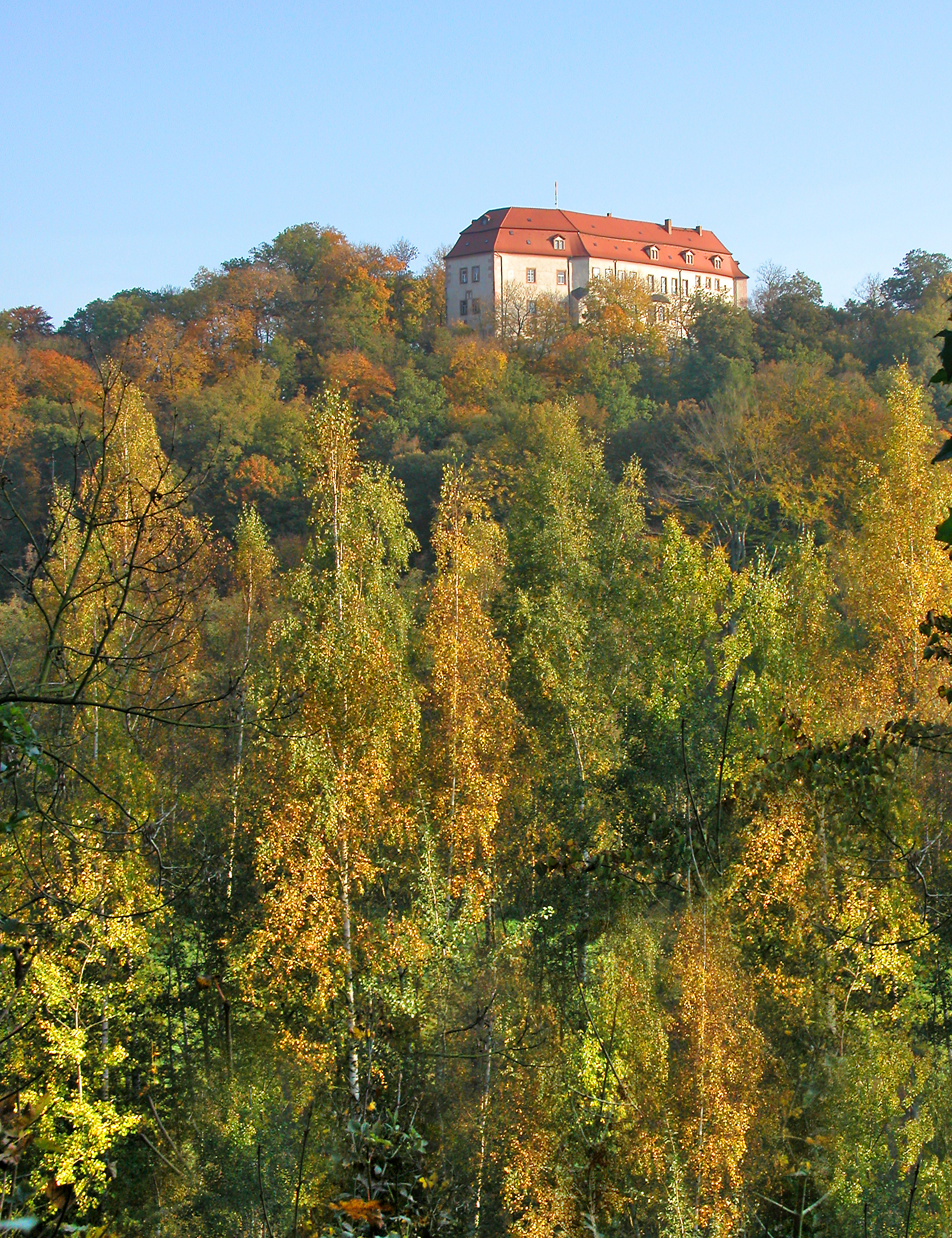
Kasteel Wolkenburg
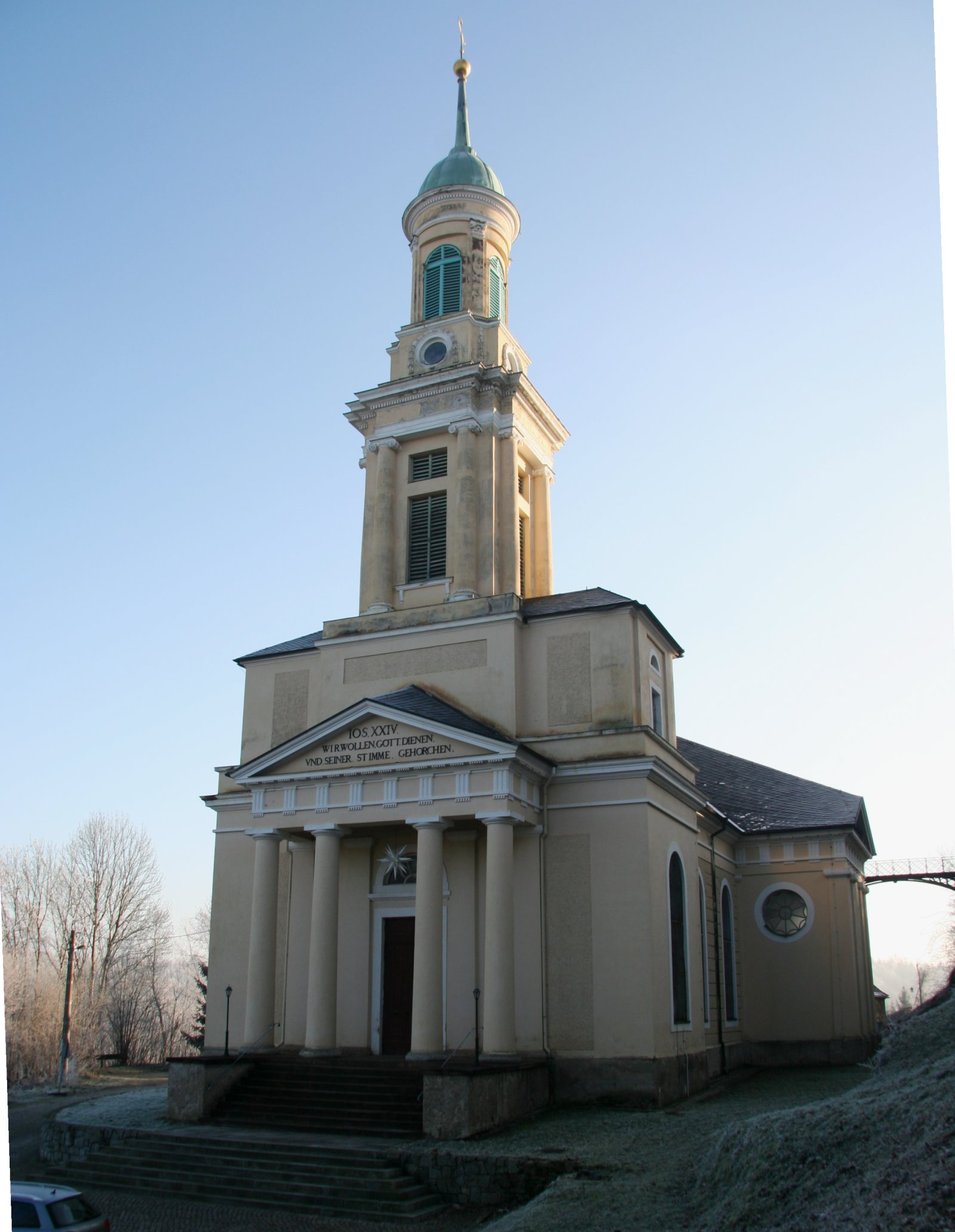
Wolkenburg, St.-Mauritiuskerk
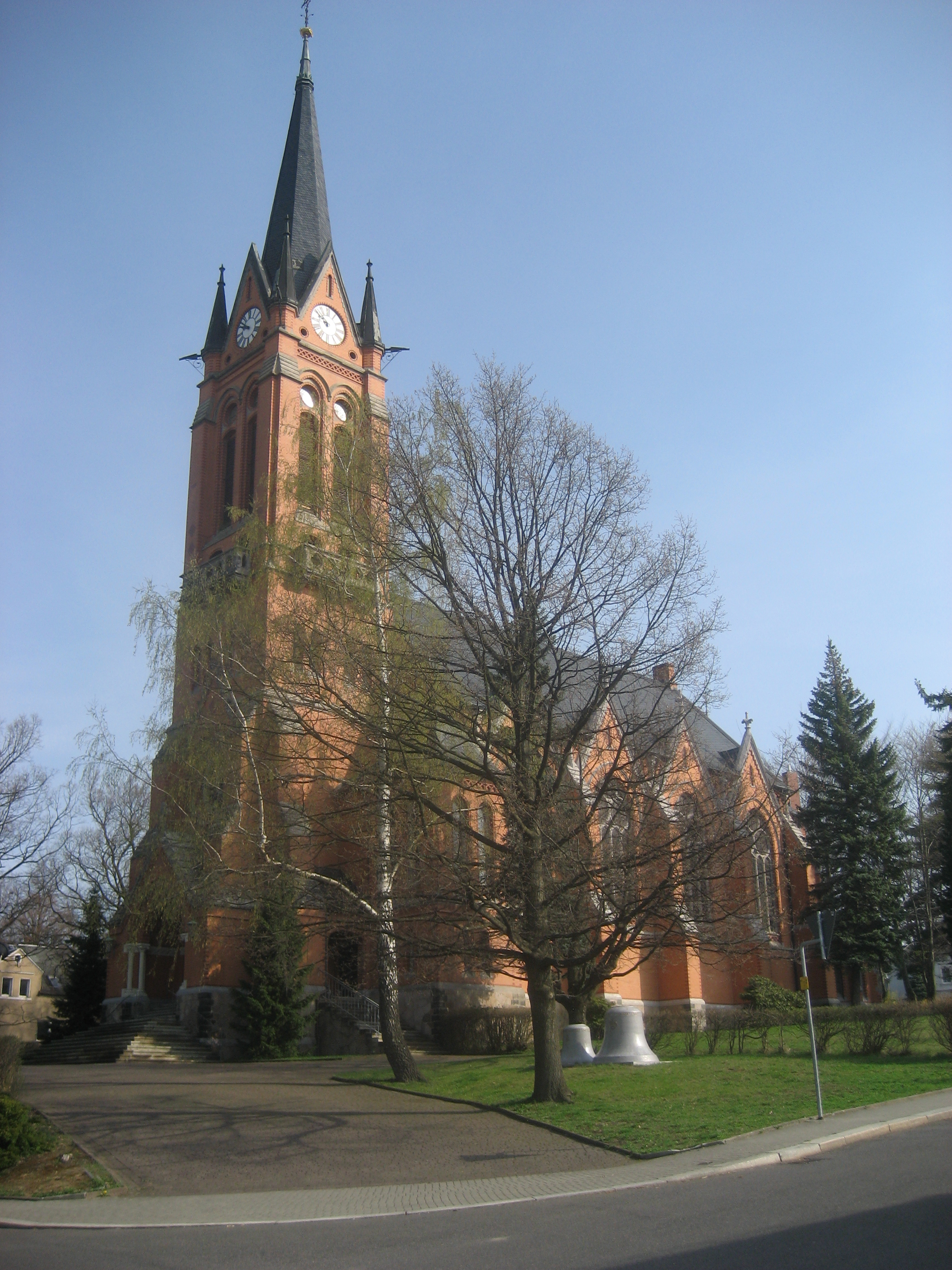
Oberfrohna, Lutherkerk
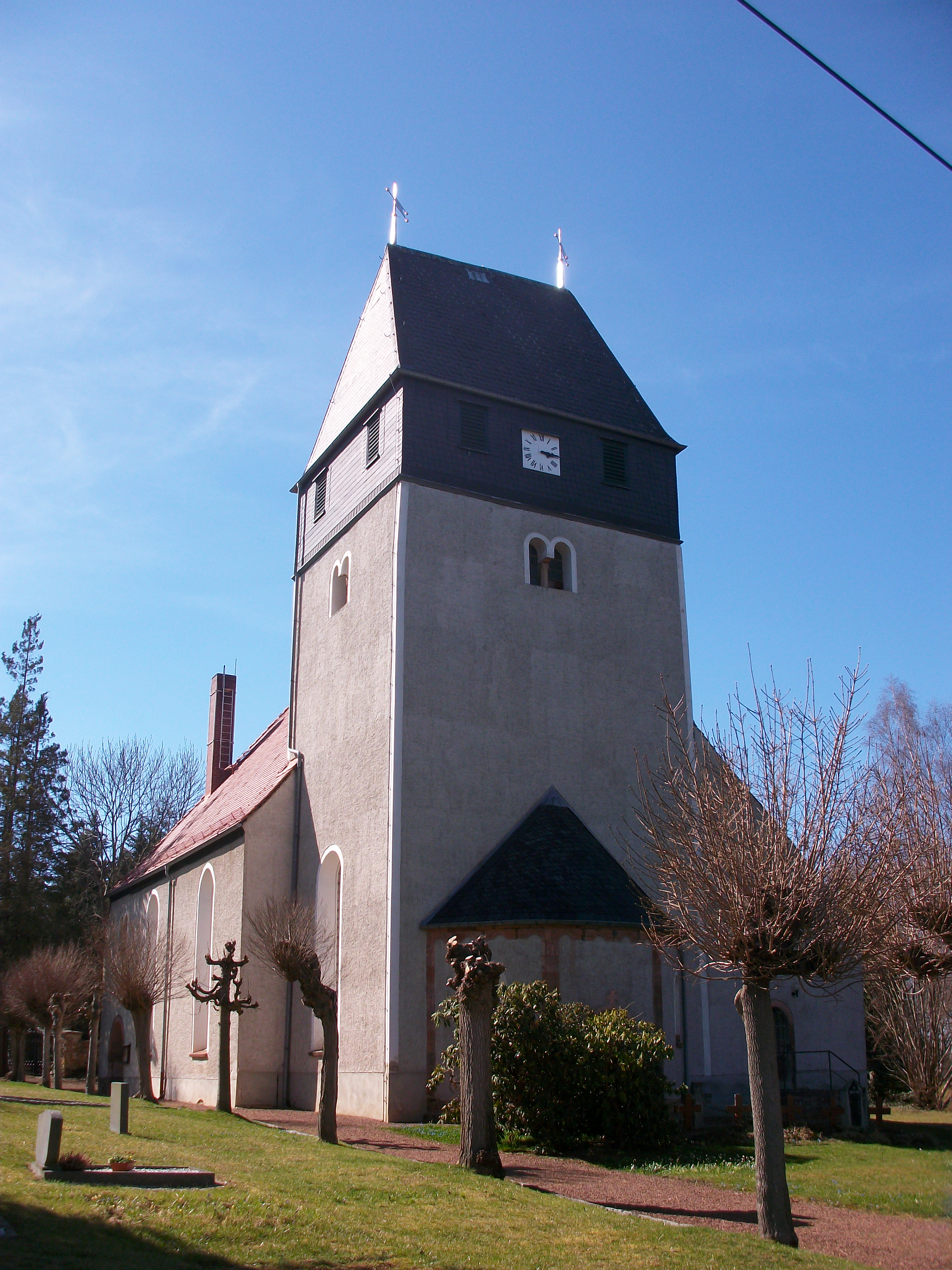
Kaufungen, St.-Galluskerk
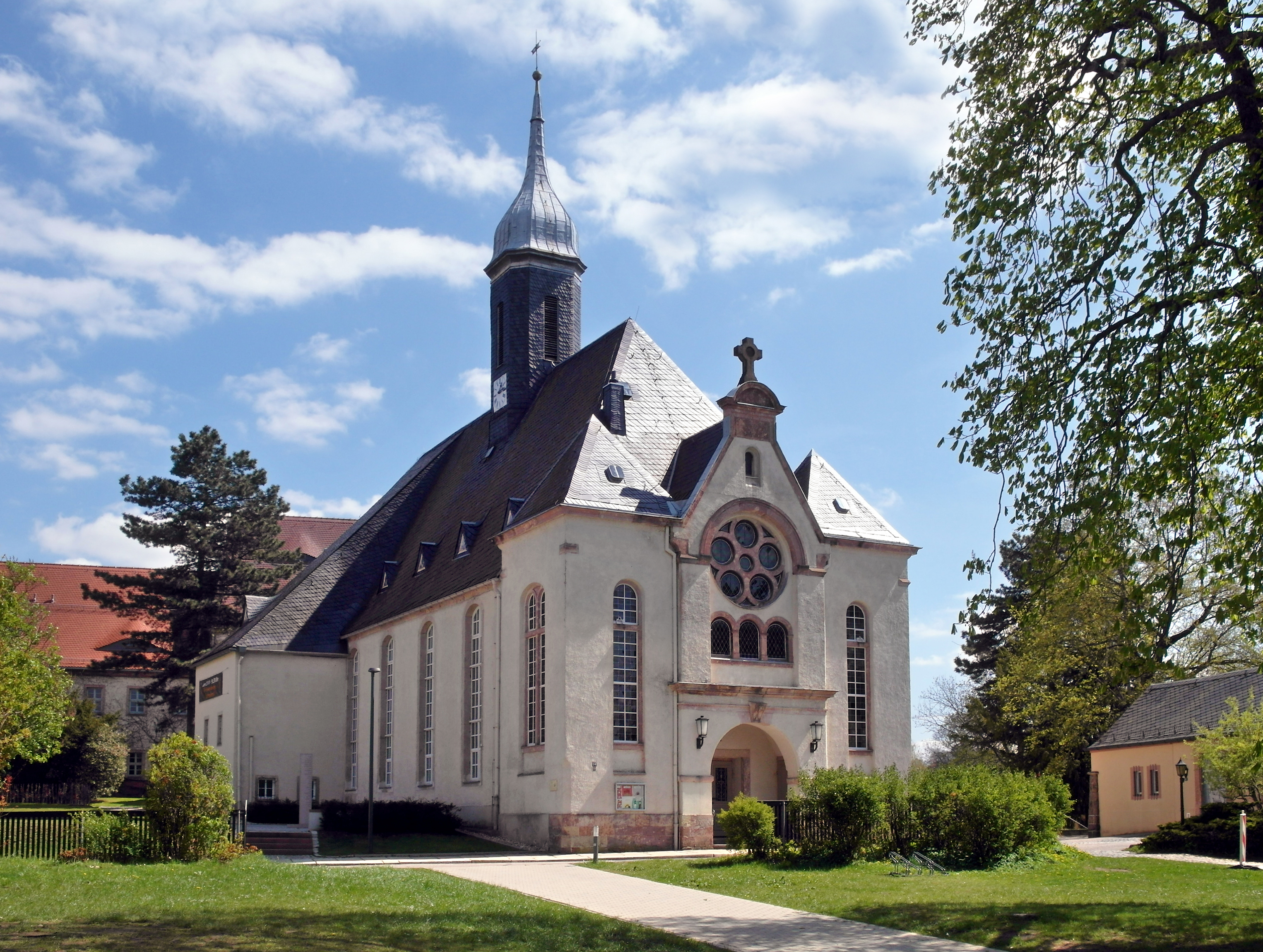
Evang.-lutherse Stadskerk te Limbach (1811)
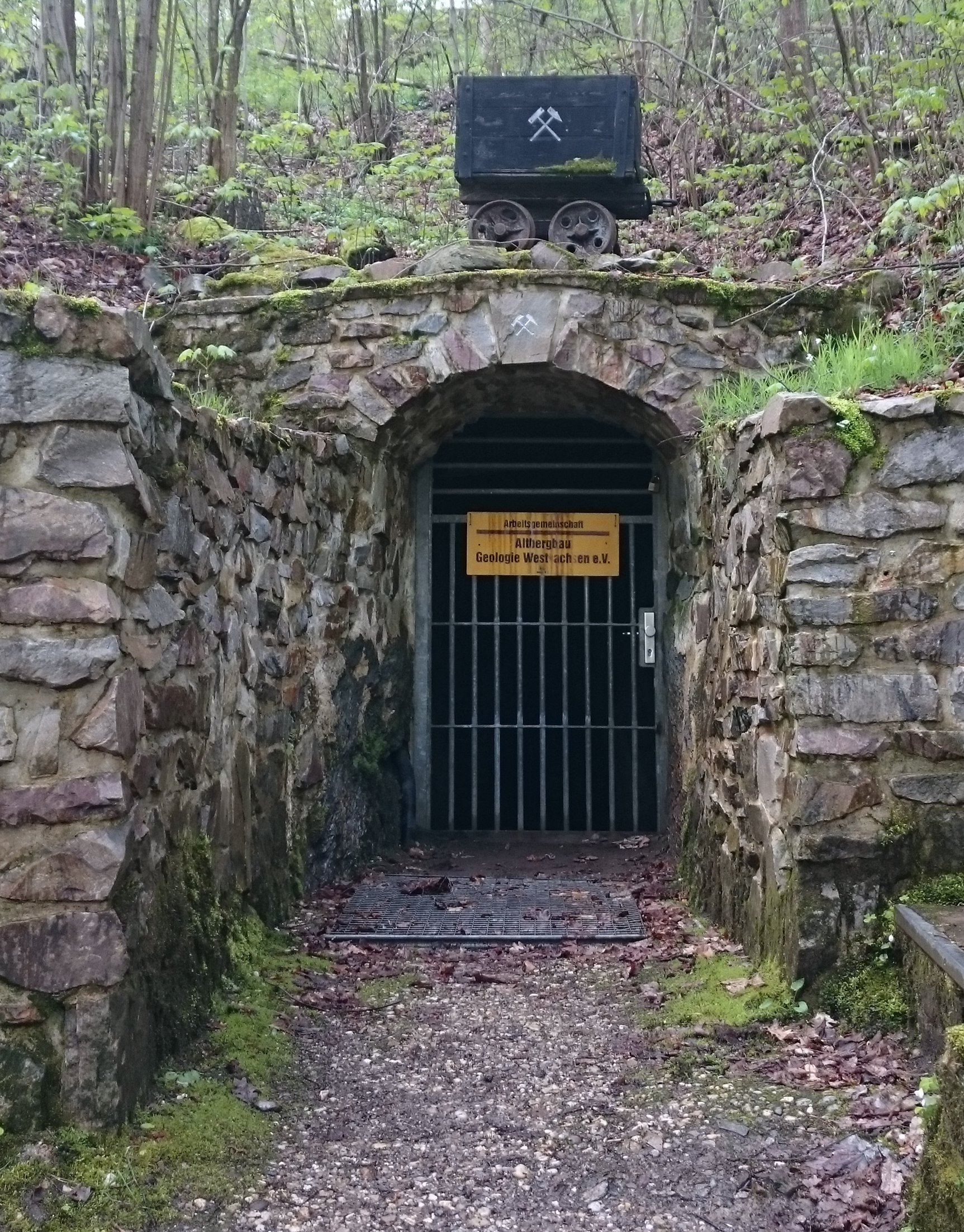
Ingang Museummijn St. Anna
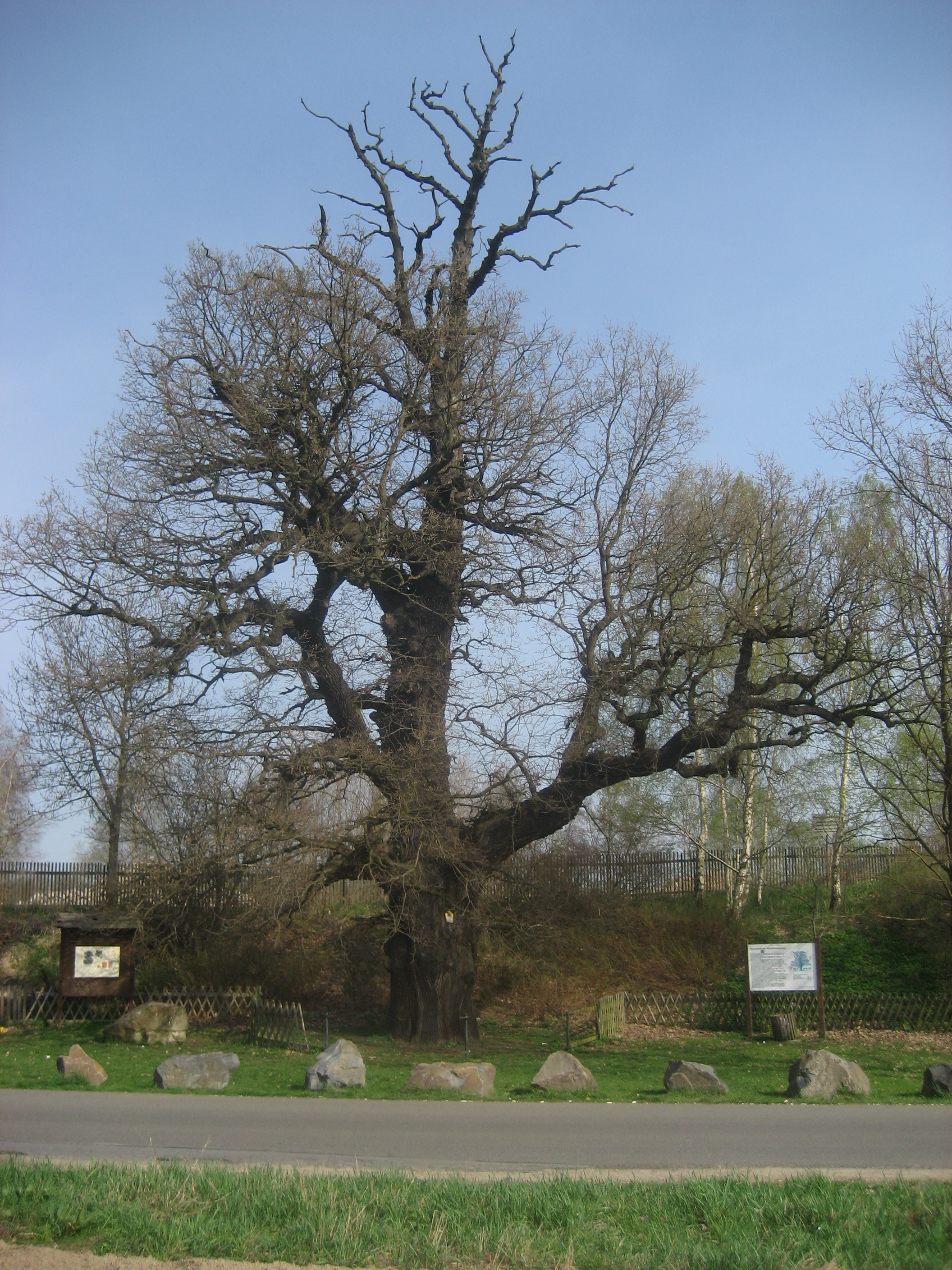
Limbach, de beroemde zomereik Hanneloreneiche (begin 17e eeuw; stamomvang ruim 5.20 meter)

## Partnersteden

### In Duitsland
- Ingelheim am Rhein (Rijnland-Palts)
- Hambach an der Weinstraße, (deel van Neustadt an der Weinstraße, Rijnland-Palts)
- Hechingen (Baden-Württemberg)
- Leinach (Beieren)

### Buiten Duitsland
- Zlín (Tsjechië)

## Belangrijke personen in relatie tot de gemeente
- Fritz von Uhde (1848 op kasteel Wolkenburg-1911), kunstschilder

Bernsdorf ·
Callenberg ·
Crimmitschau ·
Crinitzberg ·
Dennheritz ·
Fraureuth ·
Gersdorf ·
Glauchau ·
Hartenstein ·
Hartmannsdorf bei Kirchberg ·
Hirschfeld ·
Hohenstein-Ernstthal ·
Kirchberg ·
Langenbernsdorf ·
Langenweißbach ·
Lichtenstein/Sa. ·
Lichtentanne ·
Limbach-Oberfrohna ·
Meerane ·
Mülsen ·
Neukirchen/Pleiße ·
Niederfrohna ·
Oberlungwitz ·
Oberwiera ·
Reinsdorf ·
Remse ·
Schönberg ·
St. Egidien ·
Waldenburg ·
Werdau ·
Wildenfels ·
Wilkau-Haßlau ·
Zwickau